# Vereinigte Huttwil-Bahnen

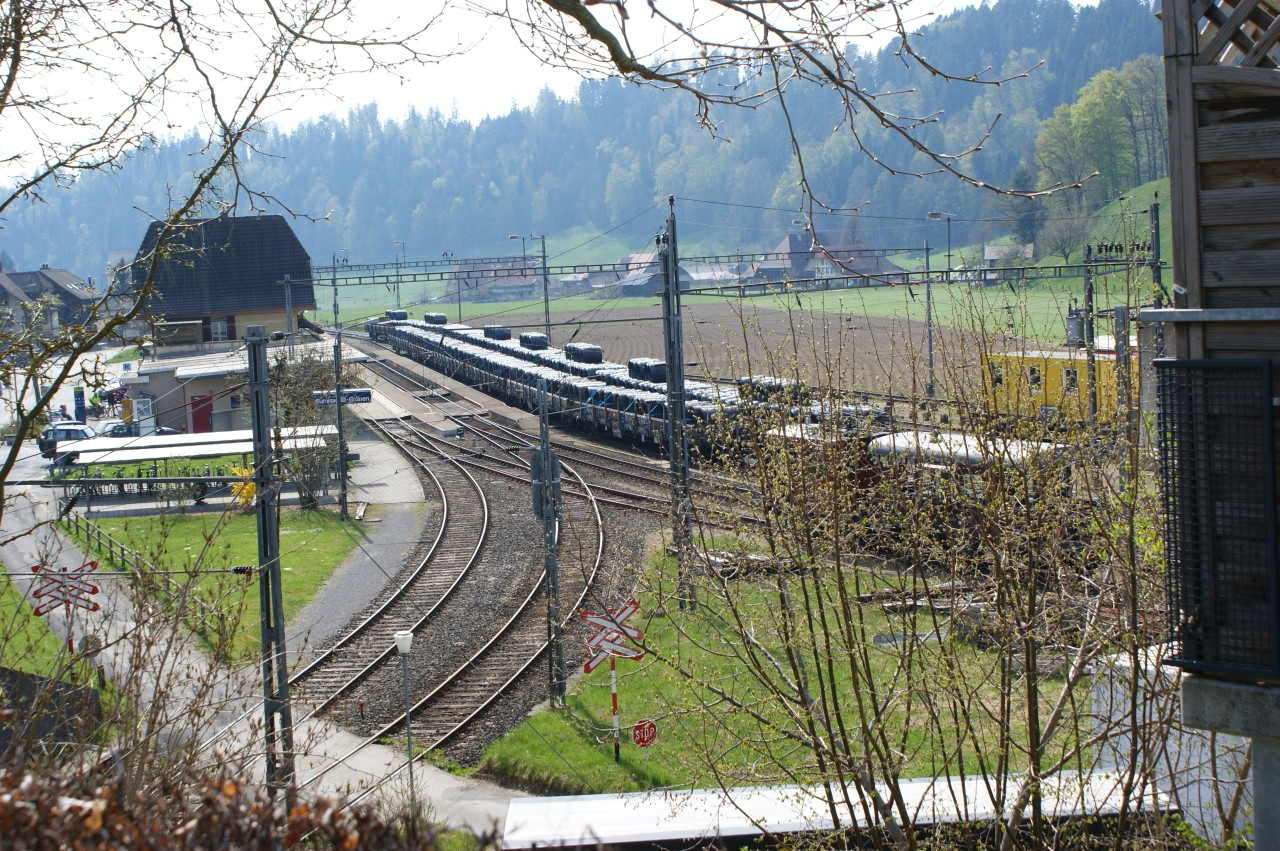
La gare-bifurcation de Sumiswald-Grünen

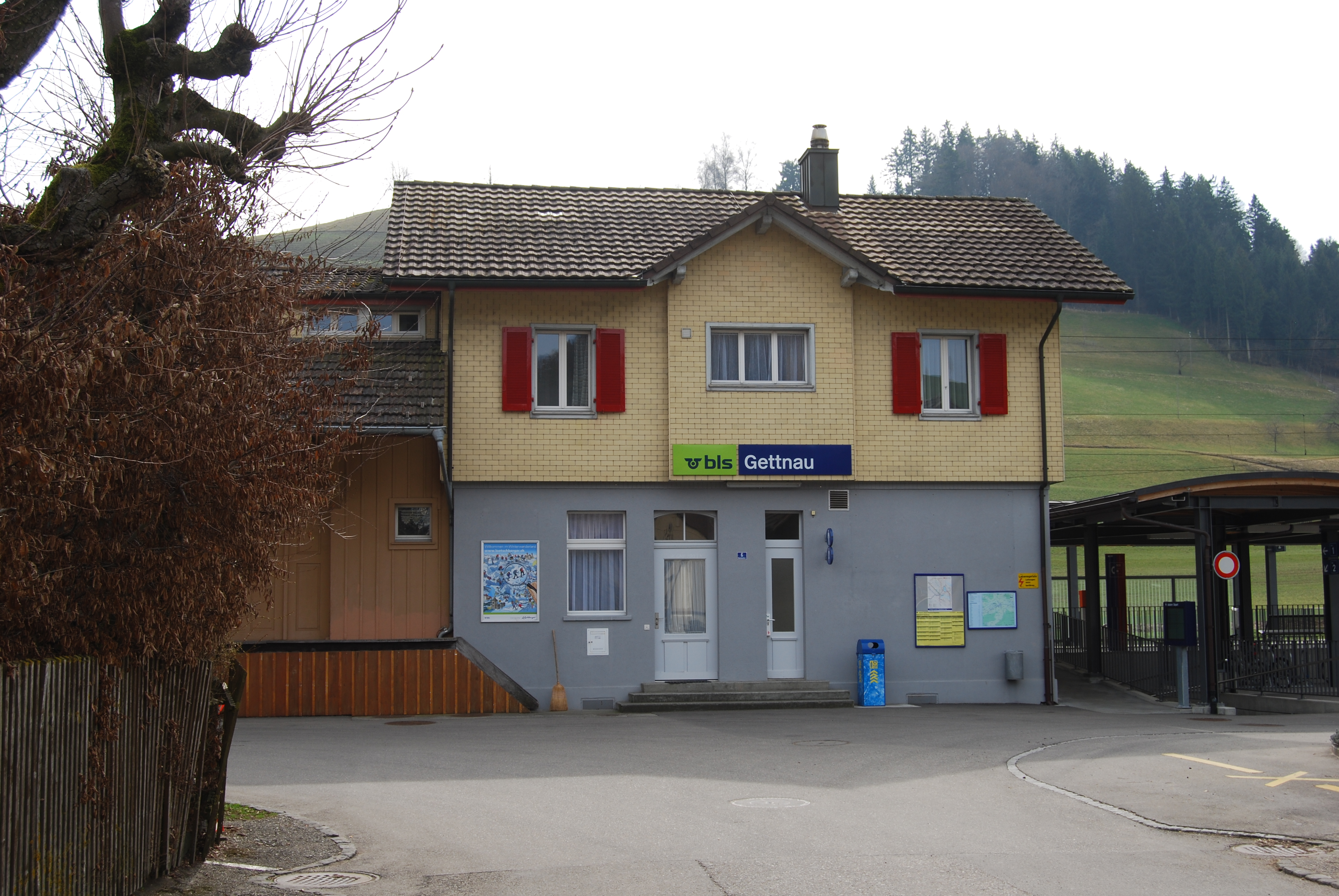
La gare de Gettnau

Les chemins de fer réunis de Huttwil ((de) Vereinigte Huttwil-Bahnen, abrégé VHB) est une ancienne compagnie de chemin de fer suisse exploitant un réseau composé de quatre lignes ferroviaires :
- Langenthal – Huttwil – Wolhusen (25,23 km) ;
- Ramsei – Sumiswald-Grünen – Huttwil (19,46 km, en service entre Ramsei et Sumiswald-Grünen) ;
- Sumiswald-Grünen – Wasen in Emmental (5,22 km, hors service) ;
- Huttwil – Eriswil (4,9 km, déferré).

## Historique
Le réseau a été réalisé par plusieurs entreprises ferroviaires différentes :

### LHB: Langenthal–Huttwil-Bahn
Le chemin de fer de Langenthal à Huttwil a vu son premier train circuler le 1er novembre 1895. La ligne est raccordée à celle du Plateau qui relie Berne à Olten.
Le LHB a repris au 1er janvier 1927 le HEB, Huttwil–Eriswil-Bahn.

### HWB: Huttwil–Wolhusen-Bahn
Le chemin de fer de Huttwil à Wolhusen prolonge la ligne précédente en direction de Lucerne dès le 9 mai 1895 ; il se raccorde à Wolhusen à la ligne de l'Emmental, de la compagnie du chemin de fer Jura-Simplon (JS).

### RSHB: Ramsei–Sumiswald–Huttwil-Bahn
C'est le 1er juin 1908 que le chemin de fer Ramsei–Sumiswald–Huttwil met simultanément en service ses deux lignes. La première, éponyme, se raccorde à la ligne de l'Emmenthalbahn, en gare de Ramsei (commune de Lützelflüh) ; la seconde diverge dès la gare de Sumiswald-Grünen, jusqu'à Wasen in Emmental.

### HEB: Huttwil–Eriswil-Bahn
Enfin, le chemin de fer de Huttwil à Eriswil est le dernier né (1er septembre 1915). Il s'écarte de la ligne du HWB environ 900 mètres après la gare de Huttwil. C'est le tronçon le plus raide avec 28 ‰.
Mis en service en pleine Guerre mondiale, son exploitation est difficile et les bénéfices ne sont pas au rendez-vous. Il sera repris par le LHB au bout de 12 années et 4 mois seulement (1er janvier 1927).

### Fusions
Les trois compagnies, LHB, HWB et RSHB, ont fusionné le 1er janvier 1944 pour devenir les VHB, Vereinigte Huttwil-Bahnen, en français chemins de fer réunis de Huttwil, point commun entre les entreprises.
L'entreprise faisait exploitation commune avec le chemin de fer Soleure–Moutier (SMB) et le Chemin de fer Emmental–Burgdorf–Thun (EBT). Les trois compagnies ont été regroupées en 1997 sous l'identité unique des Transports régionaux du Mittelland (RM). Enfin, les RM ont été absorbés par le BLS en date du 24 avril 2006.

## Électrification
L'électrification à la tension de 15 kV - 16 ⅔ Hz est la norme standard sur le réseau ferré suisse à voie normale. En deux ans, les VHB équipèrent de la caténaire les tronçons suivants :
- 8 juillet 1945 ; Langenthal – Huttwil ;
- 6 août 1945 ; Huttwil – Hüswil ;
- 7 octobre 1945 ; Ramsei – Sumiswald-Grünen – Wasen i.E. ;
- 7 décembre 1945 ; Hüswil – Wolhusen ;
- 12 avril 1945 ; Sumiswald-Grünen – Huttwil ;
- 5 mai 1946 ; Huttwil – Eriswil.

## Exploitation actuelle
De nos jours, plusieurs tronçons ne sont plus ouverts à l'exploitation ; la ligne entre Huttwil et Eriswil a même été déferrée.
- Langenthal – Huttwil – Wolhusen : en service, lignes S 6 et S 7 du réseau S-Bahn de Lucerne ;
- Ramsei – Sumiswald-Grünen : en service, ligne S 44 du réseau S-Bahn de Berne ;
- Huttwil – Eriswil[1] :
  - 31 mai 1975 : suppression du trafic voyageurs ;
  - 27 mai 1978 : suppression du trafic marchandises ;
  - 1978-1979 : démontage de l'infrastructure.
- Sumiswald-Grünen – Huttwil : 
  - 2002 : suppression du trafic voyageurs entre Affoltern-Weier et Huttwil ;
  - 2009 : suppression du trafic voyageurs entre Sumiswald-Grünen et Affoltern-Weier, maintien de l'exploitation incertain ;
- Sumiswald-Grünen – Wasen i.E.[2] : 
  - 29 mai 1994 : suppression du trafic voyageurs, en service pour trains de marchandises et trains militaires ;
  - 31 décembre 2004 : mise hors service due au mauvais état de la voie ;
  - 2013 : transfert de la concession à un chemin de fer musée en vue d'une exploitation avec véhicules historiques[3] ;